# Grotte de la Mairie
La grotte de la Mairie ou grotte de Teyjat est un important site archéologique français occupé à la fin du Paléolithique supérieur et situé dans la commune de Teyjat, dans le nord du département de la Dordogne, en région Nouvelle-Aquitaine.
Elle recèle plus de quarante gravures pariétales du Magdalénien effectuées environ 11 500 ans avant le présent.
Elle fait l'objet d'une protection au titre des monuments historiques.

## Situation géographique et organisation spatiale
La grotte débouche sur la bordure nord-est du bourg de Teyjat, sous l'école. Elle se situe tout près de l'église et de la mairie, d'où son appellation. L'encaissant est un calcaire jurassique fortement recristallisé en rosettes à cause de la tectonique cassante.
La grotte comprend deux niveaux. Le niveau supérieur mesure 75 mètres de long. Au bout d'un couloir, un puits relie le niveau supérieur de la grotte au réseau inférieur (connu sur 40 mètres, avec un petit cours d'eau souterrain). Les gravures se trouvent au niveau supérieur, sur les quinze premiers mètres après l'entrée.

## Historique des recherches

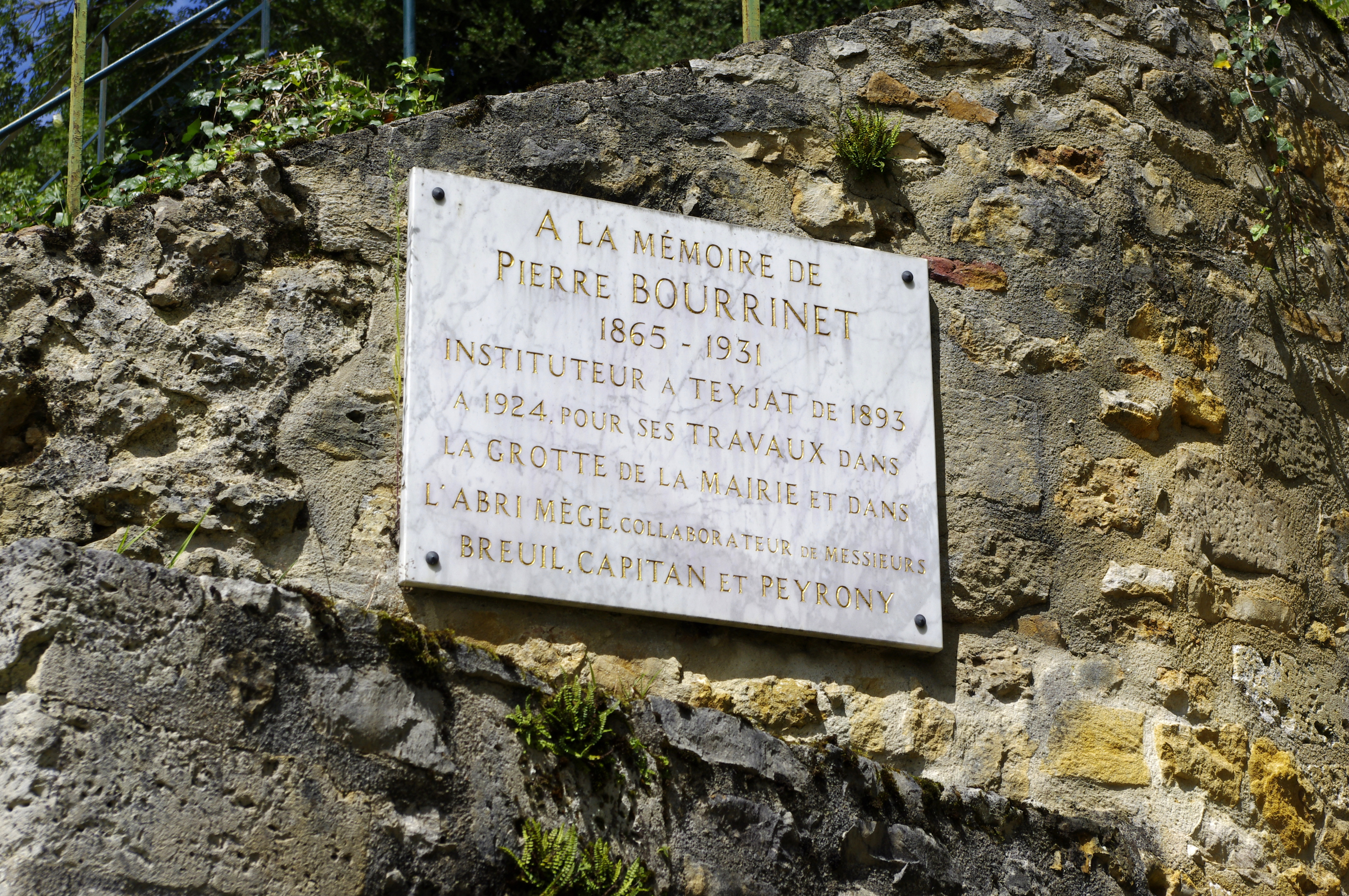
Plaque à la mémoire de Pierre Bourrinet, devant la grotte.

À partir de 1880, la grotte est visitée plusieurs fois. En 1889, Perrier du Carne y découvre des gravures sur os (représentation d'un cheval sur un sacrum de renne) et d'autres objets (harpons à barbelures, et ce qu'il identifia comme l'empreinte d'un arc). Les gravures pariétales sont reconnues pour la première fois en 1903 par Denis Peyrony. Ces fines incisions au silex sont ensuite étudiées par Louis Capitan, Henri Breuil et Denis Peyrony.
Pierre Bourrinet, instituteur à Teyjat, entreprend en 1904 des fouilles plus méticuleuses sous la conduite de Denis Peyrony. Ses observations précises permettent de distinguer deux couches archéologiques séparées par une couche d'éboulis stériles. La couche inférieure appartient au Magdalénien V et est caractérisée par des harpons à un seul rang de barbelures. La couche supérieure date du Magdalénien VI. Elle contient également des harpons à deux rangs de barbelures, des burins à bec-de-perroquet et des pointes de Teyjat (pointes pédonculées en silex).
Le 4 avril 1910, elle est classée au titre des monuments historiques.
Réétudié par Claude Barrière dans les années 1960, le décor pariétal fait l'objet de nouvelles analyses dans le cadre d'un projet collectif de recherches dirigé par Patrick Paillet.

## Art pariétal
Passé le sas d'entrée, les gravures préhistoriques se découvrent sur le côté gauche, espacées sur une dizaine de mètres. À cet endroit, les parois calcaires ne se prêtent pas à la gravure. Les œuvres furent donc appliquées soit sur deux coulées de calcite ambrée, soit sur une coulée stalagmitique. Au total, il y a 48 gravures réparties en deux ensembles distincts représentant des aurochs, des bisons, des bovidés, des chevaux, des cervidés, des rennes et des ours. Ces gravures, de petite taille et finement incisées, sont marquées par un important réalisme montrant de nombreux détails anatomiques.
Selon André Leroi-Gourhan, elles caractérisaient avec les œuvres de Limeuil, le style IV récent du Magdalénien final. La « frise des bovidés » est devenue célèbre pour son style achevé et réaliste.
Les 48 représentations se répartissent de la façon suivante :
- 5 cervidés indifférenciés,
- 11 cerfs,
- 13 rennes,
- 10 chevaux,
- 3 aurochs,
- 4 bisons,
- 2 ours.

En comparaison avec les autres grottes de Dordogne, les cervidés sont largement sur-représentés. À Lascaux et aux Combarelles par exemple dominent les chevaux, à Font-de-Gaume les bisons et les mammouths à Rouffignac et à Bernifal.
La faune de Teyjat est en fait un mélange de deux composantes, l'une froide avec des rennes, des bisons et des chevaux et l'autre tempérée avec des cerfs. Elle reflète donc le réchauffement climatique de la fin du Magdalénien et le départ vers le nord des grands herbivores de prairies froides.

## Datation
Par rapport aux vestiges trouvés, la couche inférieure est attribuée au Magdalénien V, datant d'environ 10 000 ans av. J.-C. Elle recèle en outre des fragments de la paroi ornée et est donc directement reliée aux gravures.

## Art mobilier
Plusieurs objets de la même époque étaient dispersés sur le sol. Ils montrent une affinité avec les trouvailles de l'Angoumois voisin. Parmi les outils, il y avait aussi des armes, par exemple des harpons, des pointes de projectile dont les fameuses pointes de Teyjat, caractéristiques de la fin du Magdalénien. Un radius d'aigle incisé montre une harde de rennes à 18 têtes.

## Autres sites

### Abri Mège

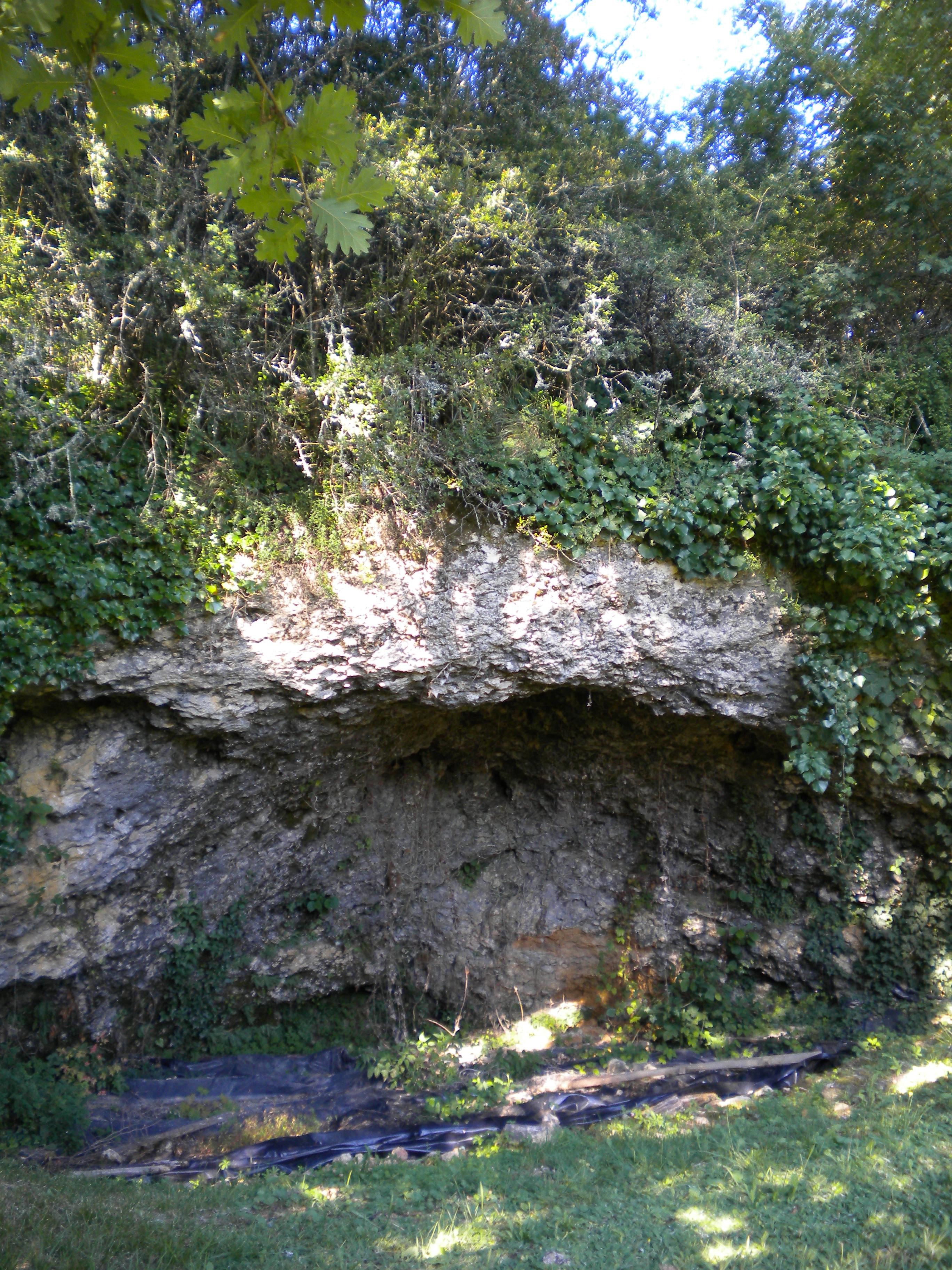
L'abri Mège derrière l'église de Teyjat.

Derrière l'église de Teyjat se trouve un site paléolithique également occupé pendant le Magdalénien, l'abri Mège. Il a livré parmi d'autres objets une très belle cheville osseuse ornée de figures animales et un bâton percé orné d'une figure de cheval entourée de trois petits personnages qualifiés de diablotins voire de « ratapas » (du nom de génies fécondateurs) par Salomon Reinach.

### Salle d'exposition
La cavité est actuellement fermée pour des raisons de conservation. Une salle d'exposition ouverte à la visite jouxte la grotte. Cet espace muséal offre une approche environnementale et culturelle de la vie des chasseurs-cueilleurs de la fin des temps glaciaires. Une vidéo projetée sur grand écran dans l'arrière-salle, très pittoresque, donne le détail de cet ensemble majeur qui figure parmi les dernières expressions d'art pariétal paléolithique.
Des fac-similés d'objets incontournables y sont présentés tels que la baguette semi-ronde aux phoques de l'abri Mège (également évoquée à l'aide d'une vidéo), le bâton percé aux « ratapas » ou encore le cubitus d'aigle gravé d'un troupeau de rennes stylisés.